# Ritual (Band)
Ritual ist eine schwedische Rock-Band.

## Geschichte
Lundström, Lindqvist und Nordgren gründeten im Herbst 1988 eine Band namens Bröd, mit der sie experimentelle und multimediale Rockmusik machen wollten. Nach einigen Demos und Auftritten wurde das Projekt 1992 beendet. Die drei Musiker arbeiteten aber weiter zusammen und gründeten 1993 mit Jon Gamble Ritual.
In den ersten Jahren waren Ritual wenig aktiv, da Lundström als Musicaldarsteller sehr gefragt war. Im Jahr 1995 unterzeichnete die Band einen Vertrag mit Musea und nahm ihr Debütalbum Ritual auf, das von der Presse sehr positiv aufgenommen wurde. Im Sommer 1996 folgte eine Europatournee.
Bis Ende 1997 gingen die Bandmitglieder wieder anderen Projekten nach, Lundström z. B. nahm mit der Boygroup Blond für Schweden am Eurovision Song Contest 1997 teil. Die Arbeiten am zweiten Album dauerten lange, so dass Superb Birth erst 1999 fertiggestellt wurde. Ein drittes Album wurde ab 2001 geplant, Aufnahmen und Veröffentlichung zogen sich erneut hin, da die Bandmitglieder Familien gründeten. Lundström spielte außerdem mit Kaipa das Album Notes from the Past ein.
Nachdem Think Like a Mountain 2003 erschienen war, gingen Ritual mit RPWL auf Tour. Im Sommer traten sie außerdem beim Burg Herzberg Festival auf. Im Jahr 2004 folgten weitere Liveauftritte, u. a. mit The Flower Kings und Anekdoten. Aus verschiedenen Aufnahmen wurde nun ein Livealbum zusammengestellt, es erschien als Doppel-CD im Januar 2006. Im selben Jahr nahm die Band die Arbeit an einem neuen Studioalbum auf. The Hemulic Voluntary Band wurde 2007 veröffentlicht, es folgte erneut eine Tour. Seit 2009 planen Ritual ein fünftes Studioalbum.

## Stil
Rituals Musik wird im Allgemeinen dem Progressive Rock zugeordnet, denn sie verbinden Rockmusik auf originelle Weise mit Einflüssen aus Heavy Metal, Folk und Popmusik. Ihre Kompositionen sind eingängig, abwechslungsreich und spielfreudig.

## Diskografie
- 1995: Ritual
- 1999: Did I Go Wrong (EP)
- 1999: Superb Birth
- 2003: Think Like a Mountain
- 2006: Live
- 2007: The Hemulic Voluntary Band
- 2020: Glimpses From the Story of Mr. Bogd (EP)
- 2024: The Story Of Mr. Bogd – Part 1